# Cerbara
Cerbara è una frazione del municipio di Piagge, comune di Terre Roveresche, in provincia di Pesaro e Urbino nelle Marche (da non confondere con l'omonima frazione di Città di Castello, in provincia di Perugia).
Si trova sulla sponda sud del fiume Metauro a circa 30 m s.l.m..
Cerbara può anche essere considerata come tutta la zona che si affaccia sulla sponda est del fiume Metauro compresa tra le località di Fiordipiano, Piagge e Ferriano: nei territori comunali di Colli al Metauro (municipio di Montemaggiore al Metauro), Terre Roveresche (municipio di Piagge) e Fano.
Tuttavia la Cerbara propriamente detta è costituita da un centro abitato, e una moderna zona artigianale, distanti poche centinaia di metri e compresi nel municipio di Piagge del comune di Terre Roveresche.

## Storia
Secondo la tradizione, presso la località di Cerbara doveva sorgere l'antica città romana di Lubacaria, poi distrutta dai Goti di Alarico I all'inizio del V secolo. Gli abitanti scampati all'eccidio costruirono un nuovo insediamento sul vicino crinale della collina, a circa 201 metri più in alto e quindi più sicuro, dando così origine alla località delle Pladearum o Pladiæ (donde appunto deriva l'odierno nome di Piagge), odierno capoluogo comunale.

## Centro abitato

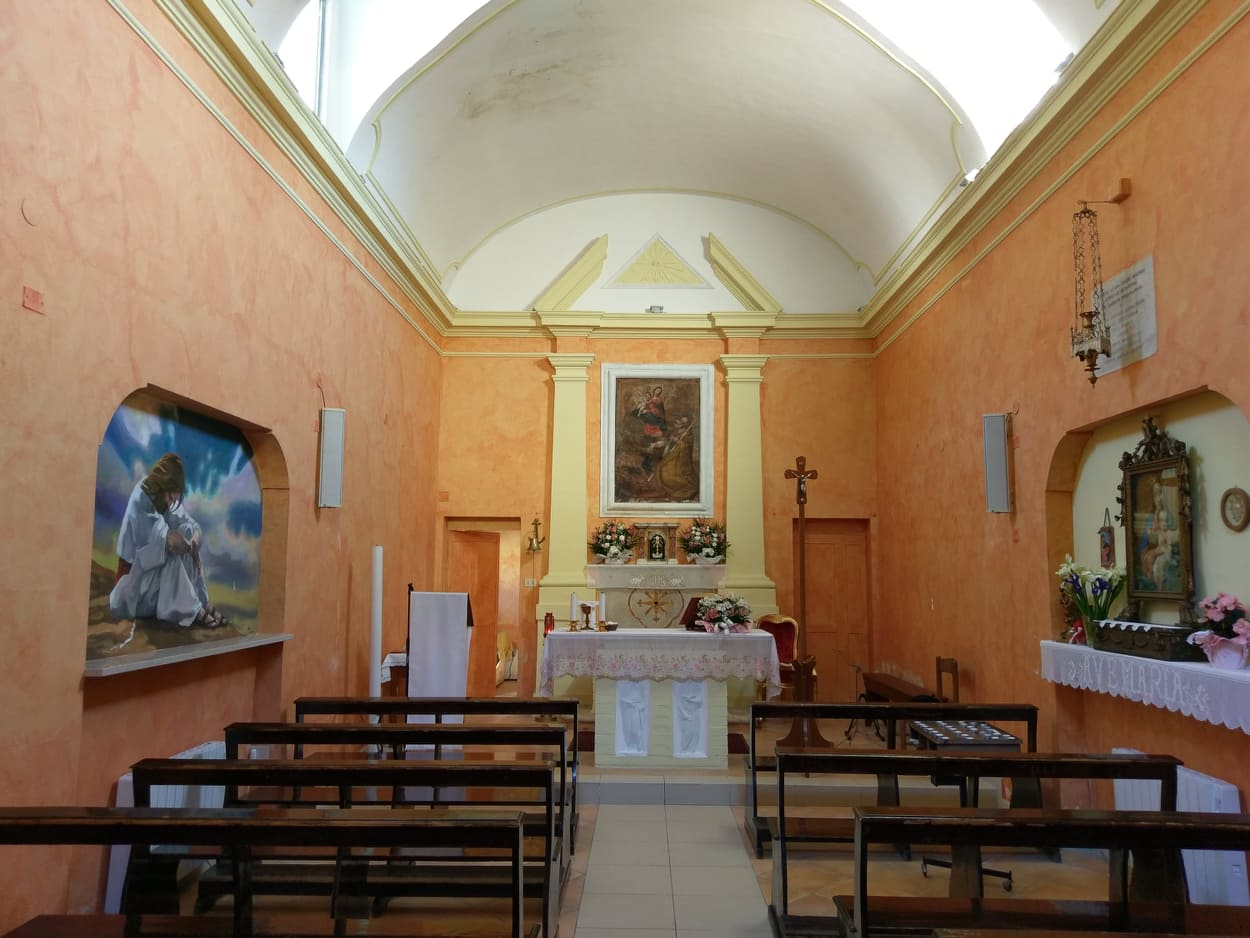
Interno della chiesa di Sant'Ubaldo

Il centro abitato di Cerbara si estende a sud del Metauro, ed è delimitato dalla sponda di un canale artificiale, che nasce dallo stesso fiume e confluisce in una centrale idroelettrica di proprietà dell'Enel, ristrutturata nel maggio del 2007. 
A pochi metri dalla centrale sorge la Chiesa di Sant'Ubaldo o della Beata Vergine chiamata anche "chiesa della Madonna delle Grazie ", è l'antica chiesa della frazione di Cerbara. La pala dell'altare principale, piuttosto deteriorata, raffigura una Madonna con Bambino mentre osserva sant'Ubaldo sconfiggere il demonio. L'altare minore laterale è dedicato invece alla Madonna delle Grazie, la raffigurazione di quest'ultima viene portata solennemente in processione la seconda domenica di maggio (festa della Madonna di Cerbara).
Nel 2020 è stato inaugurato il Murale della Battaglia del Metauro, lungo 114 metri e dipinto dall'artista locale Natale Patrizi (in arte Agrà) sulla sponda del canale artificiale che porta alla centrale idroelettrica.

## Zona artigianale
Poco a monte dell'abitato, a poche centinaia di metri, si sviluppa la zona artigianale, centro economico del comune di Piagge, nonché, assieme alla zona industriale di Schieppe di Orciano di Pesaro, uno dei due centri economici del nuovo comune sparso Terre Roveresche.